# Шпакове (Миргородський район)
Шпако́ве —  село в Україні, в Миргородській міській громаді Миргородського району Полтавської області. Населення становить 11 осіб. Колишній орган місцевого самоврядування — Дібрівська сільська рада.

## Географія
Село Шпакове примикає до села Веселе, за 1 км знаходиться село Котлярі.